# 水田衣
水田衣，也稱百家衣、百衲衣、百結衣、稻畦衣、稻畦衫、稻畦帔、福田衣、稻田衣、田衣、割截衣等，日本稱為百德着物（百徳着物）、百接着物（百接ぎ着物）、百所着物（百所着物）、百軒衣装（百軒衣装），是東亞一種傳統拼布服飾。其實際起源時代不明，但戰國時代的楚國古墓有出土穿著拼布衣的木俑，中山國古墓出土玉人有呈方格紋的服飾，對照新疆出土的一件同時期的西戎拼布衣，楚墓及中山國墓玉人的格子紋衣服可能是早期的水田衣，稱為偏衣。《藝文類聚》引《晉書》記載西晉太始年間，董京（字威輦）把殘碎的繒帛縫合製成衣服，稱為百結衣。百家衣也是嬰兒、幼童常見的服飾，有受百家祝福、平安成長的含義，現代仍然可以見到。水田衣在明代崇禎年間一度成為婦女流行的穿著，水田衣的制作，在開始時還比較注意勻稱，各種錦緞料都事先裁成長方形，然後再有規律地編排縫制成衣。到了後來就不再那樣拘泥，織錦料子大小不一，參差不齊，形狀也各不相同。「水田衣」一名是因整件服裝織料色彩互相交錯形如水田。日本江戶時代津輕藩與南部藩的村莊為了節省布料，把麻布之類的粗布製成水田衣，稱為襤褸。

## 作為袈裟的水田衣
最初的袈裟是以僧侶化緣時收到人們捐贈的舊衣物、舊布碎等縫合而成，直至現代一些僧侶仍然穿著。不少文學作品皆有提及作為袈裟的水田衣，如唐朝王维的《过卢员外宅看饭僧共题七韵》、唐彥謙《西明寺威公盆池新稻》詩、清朝吳偉業《和王太常西田雜興韻》之六、清朝黄景仁《慈光寺前明郑贵妃赐袈裟歌》、以及《紅樓夢》中妙玉的衣著等。現在戲曲中的尼姑服裝三色道背心也是以這種百衲衣為原型。